# Malabaila elatior
Malabaila elatior är en flockblommig växtart som beskrevs av Josef Velenovský. Malabaila elatior ingår i släktet Malabaila och familjen flockblommiga växter. Inga underarter finns listade i Catalogue of Life.